# Gliniska (powiat hrubieszowski)
Gliniska – wieś w Polsce położona w województwie lubelskim, w powiecie hrubieszowskim, w gminie Uchanie.
W latach 1975–1998 miejscowość należała administracyjnie do województwa zamojskiego.
Wieś stanowi sołectwo gminy Uchanie. W Według Narodowego Spisu Powszechnego z roku 2011 wieś liczyła 120 mieszkańców i była siedemnastą co do liczby ludności miejscowością gminy.
Wierni Kościoła rzymskokatolickiego należą do parafii Wniebowzięcia Najświętszej Maryi Panny w Uchaniach.